# Zimmermannia liguricella
Zimmermannia liguricella is een vlinder uit de familie van de dwergmineermotten (Nepticulidae). De wetenschappelijke naam is voor het eerst voorgesteld als Ectoedemia liguricella door Josef Wilhelm Klimesch in een publicatie uit 1953.
De soort komt voor in Frankrijk, Portugal, Spanje en Italië.